# Ulsterský cyklus
Ulsterský cyklus (někdy také ulaidský, ultonský nebo zastarale Červená větev) je soubor epických příběhů, pojednávající o činech lidu Ulaid či Ulsteřanů, sporu se sousední zemí Connacht a o hrdinovi Cúchulainnovi. Vychází z keltské mytologie.

## Etymologie
Ulsterský cyklus příběhů má více synonymních názvů.
- Ulaidský cyklus – vychází z prehistorického národu Ulaid, který ovládal severovýchod Irska.
- Ulsterský cyklus – vychází z historické oblasti Ulster. Tento název vznikl spojením Ulaid a „-ster“, severské přípony pro kraj.[1]
- Ultonský cyklus – zastaralé označení. Vychází z latinského označení Ulsteru Ultonia.[1]
- Červená větev – zastaralé označení. Bájný král Conchobar mac Nessa, který v cyklu často vystupuje, měl mít v jednom svém sídle červený střešní trám.[1]

## HistorieUlsterského cyklu
První příběhy Ulsterského cyklu začaly vznikat již v 7. století. Není přesně jisté, zda měly příběhy původní kompozici, nebo zda vznikly v ústní lidové slovesnosti. Nejvíce písemných zdrojů se nám dochovalo ze 11. a 12. století. Nejvýznamnější z nich je Lebor na hUidre (‚Kniha [krávy] hnědky‘) z roku 1106. Ta byla sestavena třemi mnichy v klášteře Clonmacnois v hrabství Offaly. Lebor na hUidre obsahuje nejstarší dochovanou verzi příběhu Táin Bó Cúailnge (‚Uloupení býka z Cúailnge‘)
Po sepsání se příběhy staly velmi populární mezi lidmi a začaly se šířit a rozvíjet pomocí ústní lidové slovesnosti. V 18. století byly součástí folklóru nejen v Irsku, ale také v gaelském Skotsku, na ostrově Man a dokonce i v Novém Skotsku. V odlehlých vesnicích se příběhy vyprávěly ještě v polovině 20. století.
Jelikož v příbězích Ulsterského cyklu, na rozdíl od Mytologického cyklu, jsou hrdiny lidé, Irové, získal si Ulsterský cyklus popularitu v době irského národního obrození. Byl dáván do protikladu proti britskému králi Artušovi. Díky irským spisovatelům této doby (například Standish James O´Grady) jsou příběhy Ulsterského cyklu ve světě nejznámější díla irské lidové slovesnosti.

## Postavy
Děj většiny příběhů Ulsterského cyklu je zasazený do 1. století n. l. Proto se ve většině vyprávění postavy opakují.

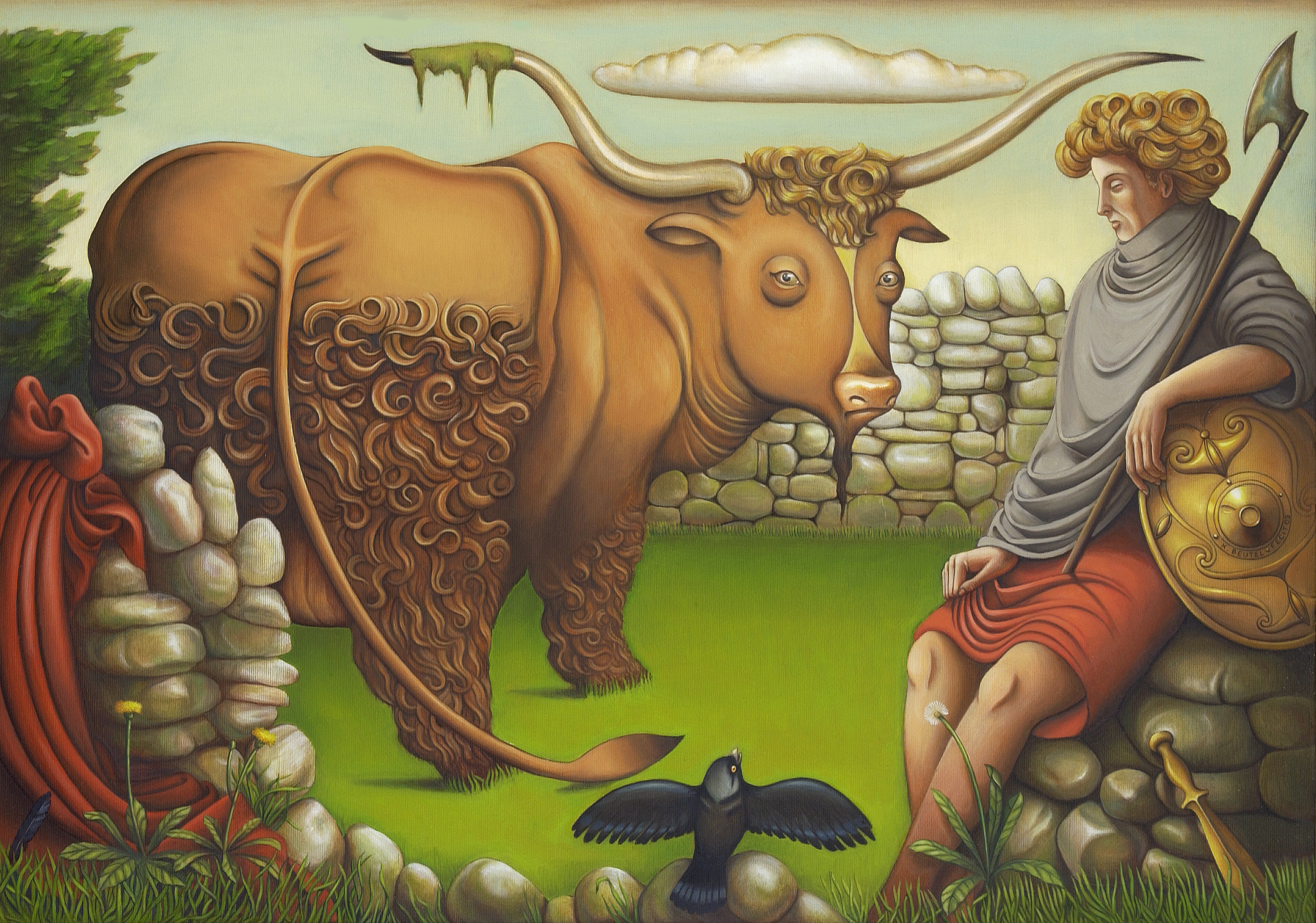
Cúchulainn a býk z Cúailnge

Nejvýraznější postavou cyklu je mladík Cúchulainn, jehož otcem je hrdina Mytologického cyklu Lugh. Cúchulainn slouží ve službách Ulaidu králi Conchobaru mac Nessovi a nejvýrazněji se projeví v příběhu Táin Bó Cúailnge (‚Uloupení býka z Cúailnge‘).
Další významní hrdinové Ulsterského cyklu jsou Fergus mac Róich nebo Conall Cernach.
V opozici proti Conchobarovi je královna Medb, která stojí v čele Connachtu.

## Přehled mýtů
Ulsterský cyklus nemá jasně daný jednotný děj a chronologii a příběhy na sebe nenavazují.

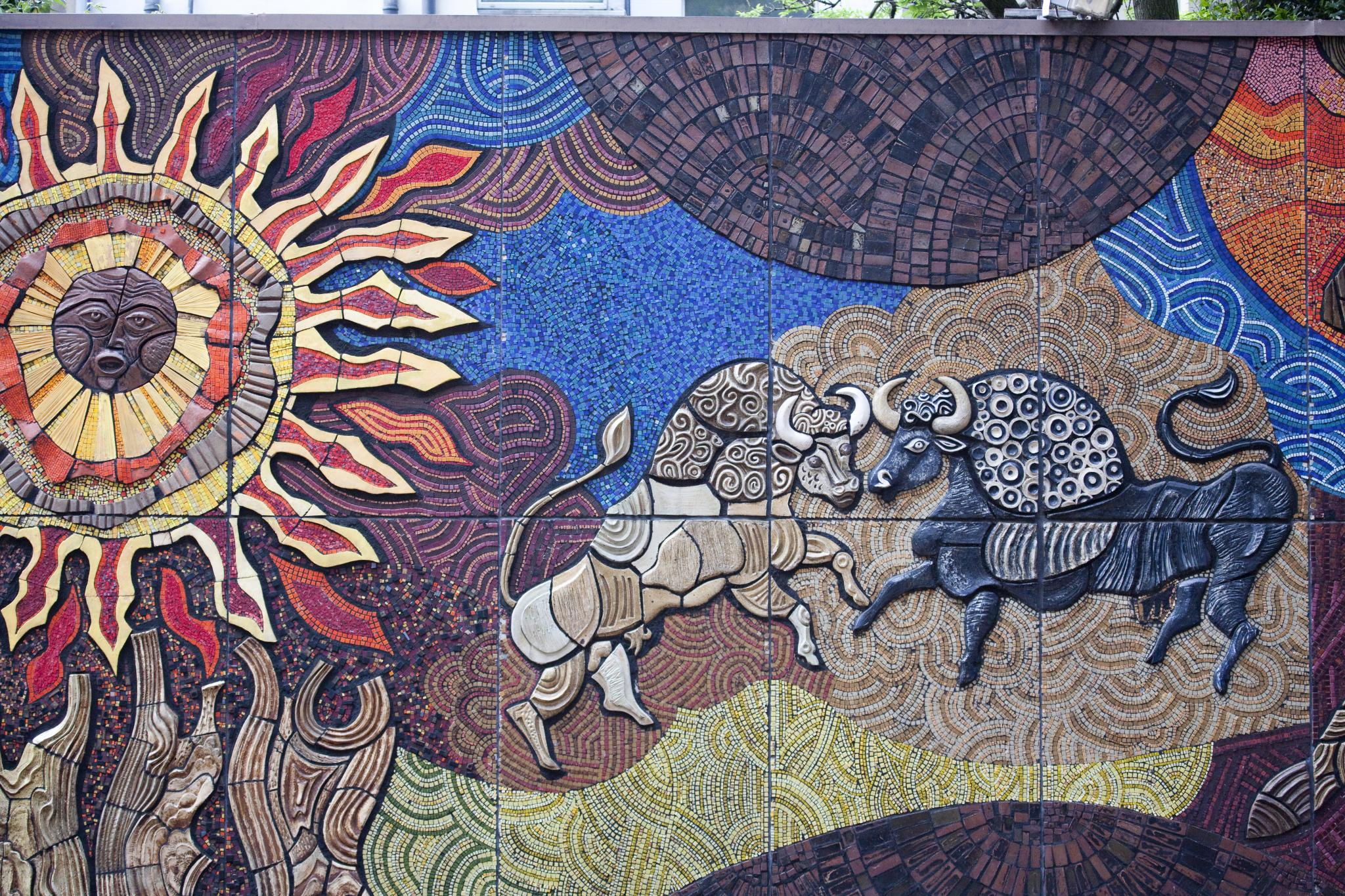
Výjevu z Uloupení býka z Cúailnge

Nejvýznamnějším dílem celého ulsterského cyklu je bez pochyby Táin Bó Cúailnge (‚Uloupení býka z Cúailnge‘). Tento dlouhý epos bývá přirovnáván k Iliadě nebo k Beowulfovi. K němu byly editory později přidány další, jinak samostatné příběhy, pro vysvětlení dějových mezer. Například, dnes již všeobecně přijímaný prolog, Ces noínden Ulad (‚Devítidenní malátnost mužů ulaidských‘).
Dalším příběhem, který bývá zařazován do ulsterského cyklu je příběh o osudu Deirdry, jeden z takzvaných Tri Truaighe Scéalaigheachta (‚Tři nejsmutnější příběhy‘).
V ulsterském cyklu také najdeme humorný Scéla mucce Meic Dathó (‚Příběh o Mac Da Tóově praseti‘), Fled Bricrenn (‚Bricriova hostina‘), antiklerikální satiru Aislinge Meic Con Glinne (‚Mac Con Glinnovo vidění‘) o vyhánění démona obžerství, nebo také Mesca Ulad (‚Opilost Ulaďanů‘).